# Ota, Portugal

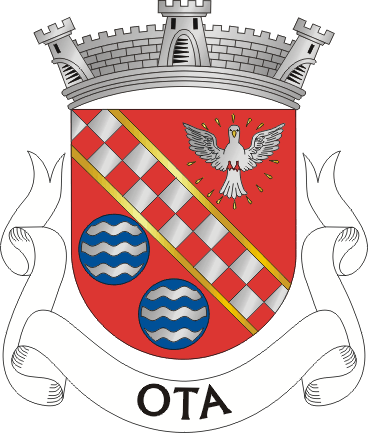
Stadens vapen

Ota är en ort och distrikt i Portugal, cirka 50 kilometer nordost om Lissabon. År 2021 hade distriktet 1185 invånare, på en yta av 46 km².
Staden var tidigare planerad plats för Lissabons nya storflygplats. 2008 bestämdes dock att flygplatsen kommer att byggas i kommunen Alcochete.